# Sandön (Luleå)
Pour les articles homonymes, voir Sandön.
Sandön est une île de l'embouchure du fleuve Luleälven à Luleå dans le golfe de Botnie en Suède.

## Présentation
Sandön est la plus grande île de l'archipel de Luleå, avec une superficie de 2 570 hectares et un grand nombre de résidents permanents. 
L'île s'étend de l'intérieur de la ville de Luleå, sur la rive extérieure du détroit de Tjuvholm jusqu'à la station balnéaire de Klubbviken, où se termine l'archipel intérieur.
Sandön, comme son nom l'indique, est entièrement constitué de sable, de gravier et d'autres sédiments provenant du fleuve Luleälven. 
L'île est relativement plate avec des collines de pins et de longues plages de sable peu profondes.
Le point culminant à 48 mètres est le Lappmyrberget.

## Accès
L'île de sable n'a aucun lien routier avec le continent, sauf pendant les mois d'hiver lorsque la municipalité de Luleå aménage une route de glace.
La traversée vers et depuis Klubbviken est assurée tous les jours pendant la saison estivale, par le M/S Stella Marina et le M/S Eskil.
L'île a une seule route qui relie les deux embarcadères en passant par le petit village de Sandön. 
En 2007, une étude a été lancée pour créer un pont de liaison avec le continent.

## Réserves naturelles
Au centre de l'île se trouve la réserve naturelle de Stenåkern, au sud-ouest la réserve naturelle de Sandöörarna, à l'ouest la réserve naturelle Tallinsudden et à l'est réserve naturelle de Hästholmen,.

## Station balnéaire
La station balnéaire Klubbviken assure un service de location de cabines, de sauna, de toilettes, un restaurant, un port d'accueil d'environ 50 places et de nombreuses activités pour petits et grands. 

## Galerie

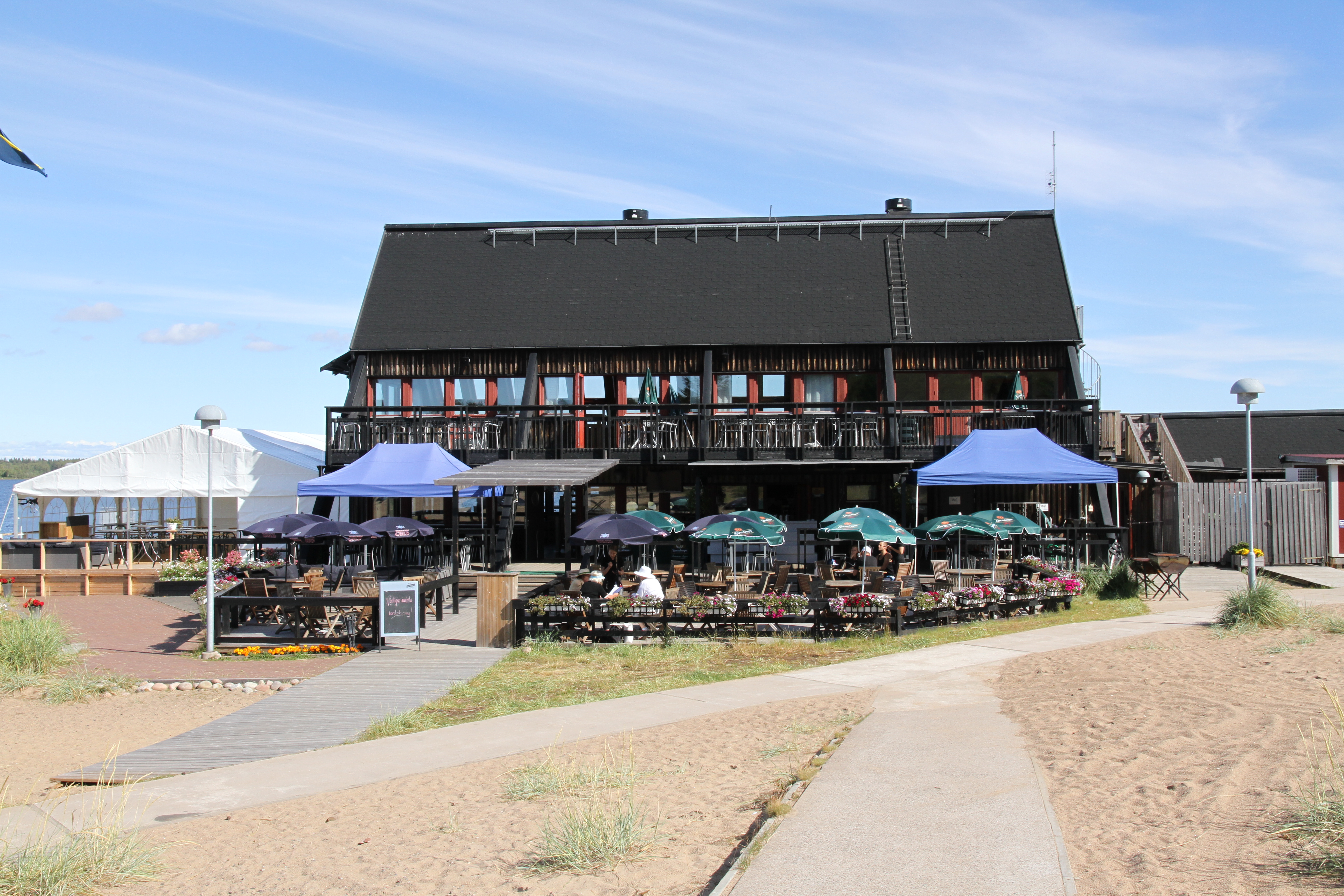
Restaurant de Klubbviken.
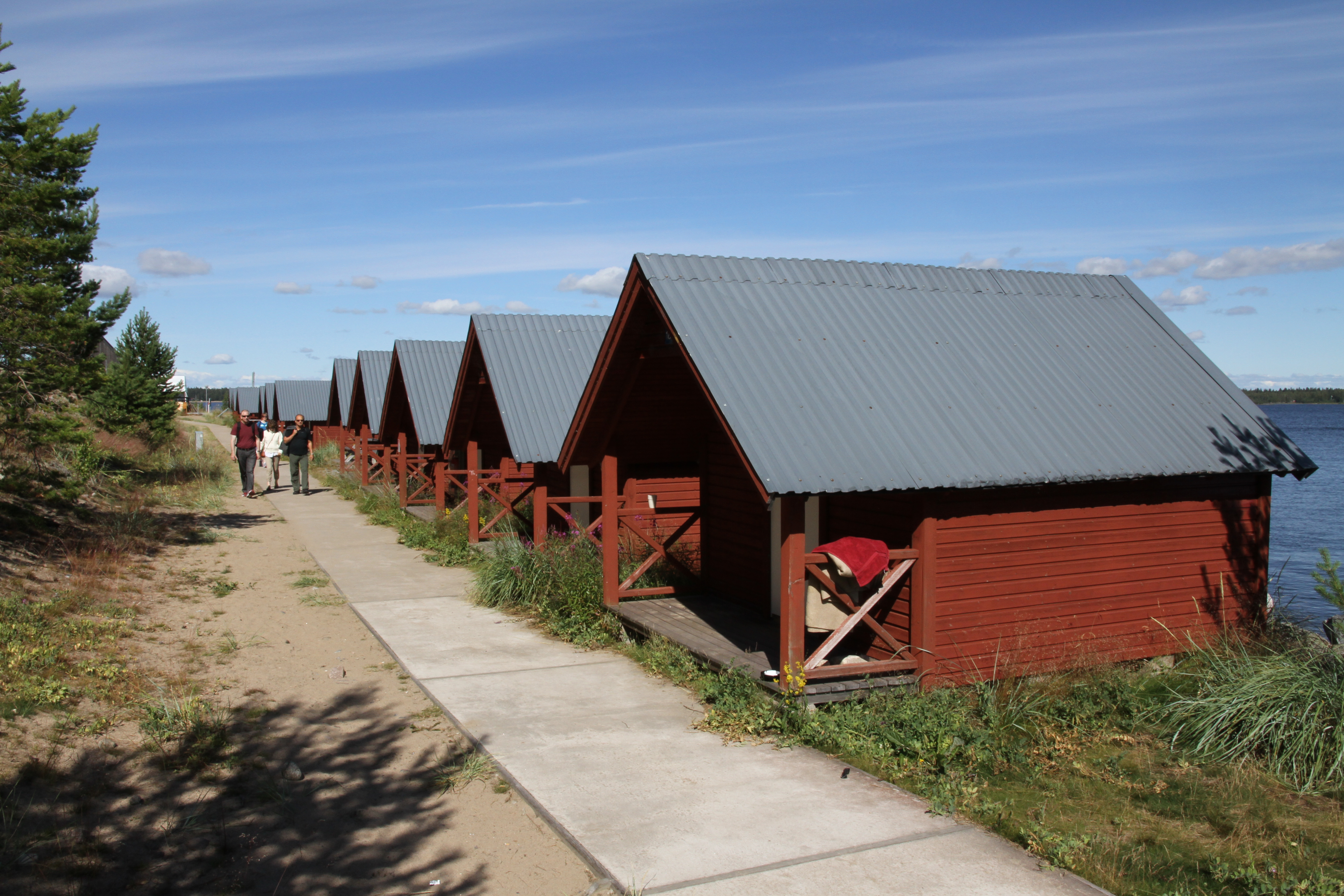
Chalets de Klubbviken.